# Lijst van voetbalinterlands Barbados - Cuba (vrouwen)
Deze lijst van voetbalinterlands is een overzicht van alle officiële voetbalinterlands tussen de nationale vrouwenteams van Barbados en Cuba. De landen hebben tot nu toe twee keer tegen elkaar gespeeld.

## Wedstrijden
| № | Plaats   | Datum          | Competitie                          | Wedstrijd       | Uitslag |
| - | -------- | -------------- | ----------------------------------- | --------------- | ------- |
| 1 | Kingston | 18 april 2018  | CFU Women's Challenge Series 2018   | Cuba − Barbados | 7 − 0   |
| 2 | Kingston | 2 oktober 2019 | Olympische Spelen 2020 kwalificatie | Cuba − Barbados | 6 − 1   |

## Samenvatting
| Competitie                     | Totaal gespeeld | Winst Barbados | Gelijk | Winst Cuba | Doelsaldo Barbados – Cuba |
| ------------------------------ | --------------- | -------------- | ------ | ---------- | ------------------------- |
| Olympische Spelen kwalificatie | 1               | 0              | 0      | 1          | 1 − 6                     |
| CFU Women's Challenge Series   | 1               | 0              | 0      | 1          | 0 − 7                     |
| Totaal                         | 2               | 0              | 0      | 2          | 1 − 13                    |